# Тамалинский район
Тамали́нский райо́н — административно-территориальная единица (район) и муниципальное образование (муниципальный район) в составе Пензенской области России.
Административный центр — рабочий посёлок Тамала.

## География

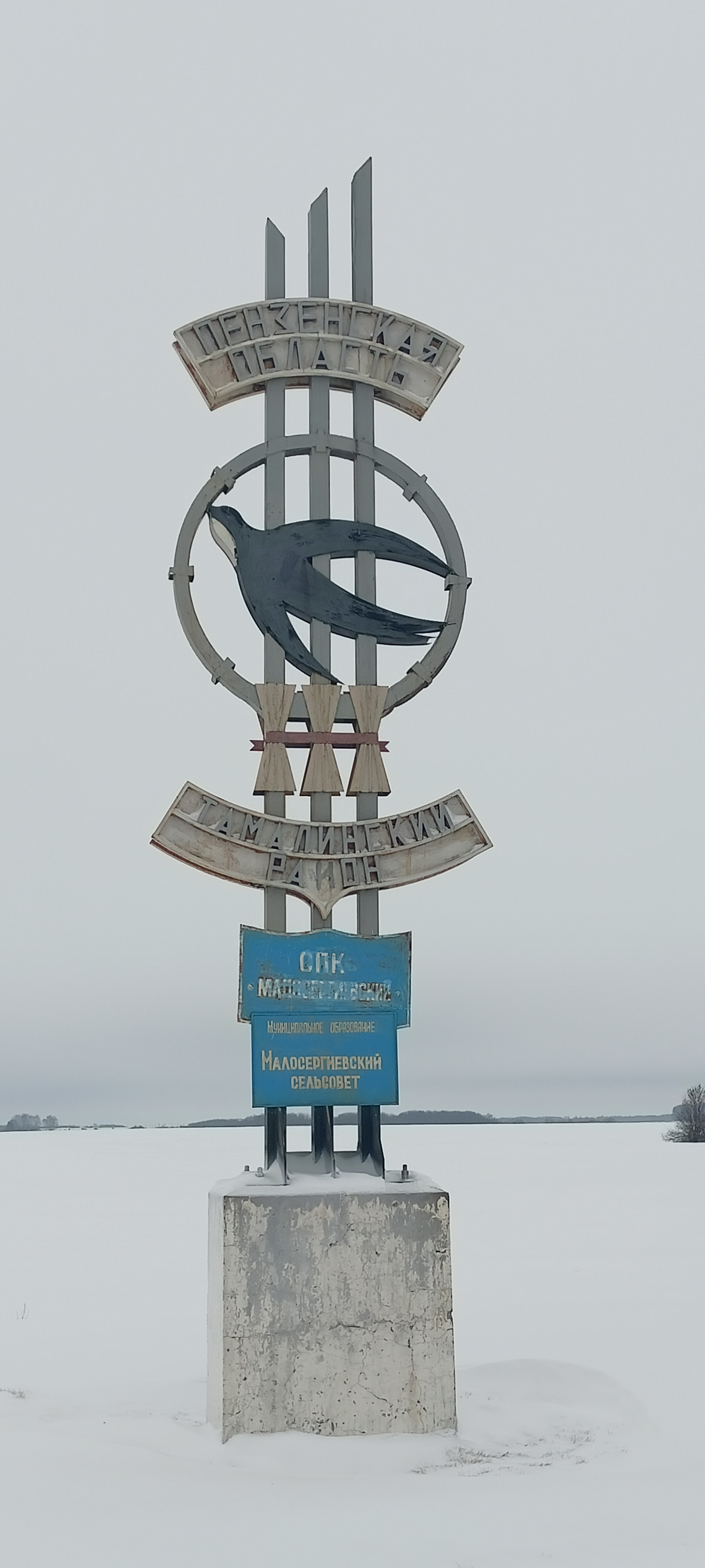

Район занимает территорию 1236 км², находится в юго-западной части области. Граничит на севере с Белинским районом, на востоке — с Бековским районом Пензенской области, на юге — с Саратовской областью, на западе — с Тамбовской областью.

## История
В 1918 году из состава Зубриловской волости Балашовского уезда была выделена Тамалинская волость.
Район образован 16 июля 1928 года в составе Балашовского округа Нижне-Волжского края. С января 1934 года в составе Саратовского края, с декабря 1936 года — в Саратовской области.
В феврале 1939 года передан в состав вновь образованной Пензенской области.
В 1963—1966 годах район был упразднён, его территория входила в состав Белинского района.
В соответствии с Законом Пензенской области от 2 ноября 2004 года № 690-ЗПО в районе образовано 1 городское и 14 сельских поселений (сельсоветов), установлены границы муниципальных образований.
22 декабря 2010 года в соответствии с Законом Пензенской области № 1992-ЗПО были упразднены 9 сельсоветов с включением их территорий в состав других сельсоветов.

## Население

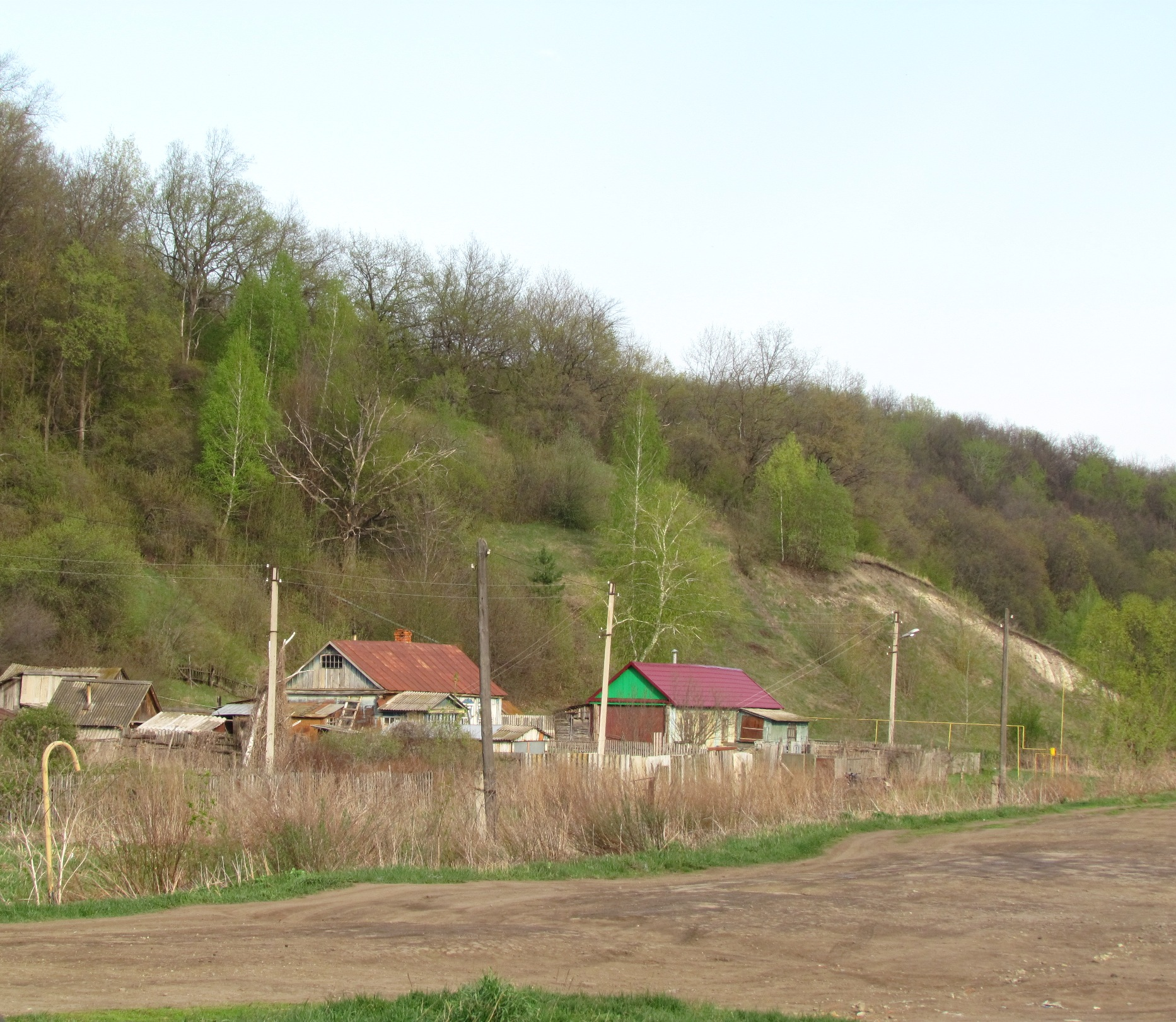
Дома в с. Зубрилово (Малосергиевский сельсовет). 2015

| 1939    | 1959    | 1970    | 1979    | 1989    | 2002    | 2009    |
| ------- | ------- | ------- | ------- | ------- | ------- | ------- |
| 23 039  | ↗26 626 | ↘24 665 | ↘23 090 | ↘21 289 | ↘19 083 | ↘17 190 |
| 2010    | 2011    | 2012    | 2013    | 2014    | 2015    | 2016    |
| ↘16 503 | ↘16 410 | ↘15 985 | ↘15 539 | ↘15 119 | ↘14 838 | ↘14 628 |
| 2017    | 2018    | 2021    |         |         |         |         |
| ↘14 507 | ↘14 276 | ↘13 179 |         |         |         |         |

### Урбанизация
В городских условиях (рабочий посёлок Тамала) проживают  47,82 % населения района.

### Национальный состав
Преобладают русские (94 %).

## Административное деление
В Тамалинский район как административно-территориальное образование входят 1 рабочий посёлок (пгт) и 5 сельсоветов.
В муниципальный район входят 6 муниципальных образований, в том числе 1 городское поселение и 5 сельских поселений
| №        | Муниципальное образование | Административный центр | Количество населённых пунктов | Население | Площадь, км2 |
| -------- | ------------------------- | ---------------------- | ----------------------------- | --------- | ------------ |
| 1e-06    | Городское поселение:      |                        |                               |           |              |
| 1        | рабочий посёлок Тамала    | рабочий посёлок Тамала | 1                             | ↘6302     | 10,61        |
| 1.000002 | Сельские поселения:       |                        |                               |           |              |
| 2        | Вишнёвский сельсовет      | село Вишнёвое          | 8                             | ↘1686     | 254,54       |
| 3        | Волче-Вражский сельсовет  | село Волчий Враг       | 9                             | ↘1104     | 190,11       |
| 4        | Малосергиевский сельсовет | село Малая Сергиевка   | 12                            | ↘1765     | 340,31       |
| 5        | Мачинский сельсовет       | деревня Санниковка     | 10                            | ↘660      | 130,97       |
| 6        | Ульяновский сельсовет     | село Ульяновка         | 18                            | ↘1662     | 309,25       |

### Населённые пункты
В Тамалинском районе 58 населённых пунктов.
| №  | Населённый пункт  | Тип                     | Население | Муниципальное образование |
| -- | ----------------- | ----------------------- | --------- | ------------------------- |
| 1  | Агринка           | деревня                 | 105       | Ульяновский сельсовет     |
| 2  | Алексеевка        | деревня                 | 312       | Ульяновский сельсовет     |
| 3  | Аннино            | деревня                 | 40        | Малосергиевский сельсовет |
| 4  | Барышниково       | деревня                 | 47        | Малосергиевский сельсовет |
| 5  | Березняк          | посёлок                 | 8         | Малосергиевский сельсовет |
| 6  | Берёзовка         | село                    | ↘376      | Ульяновский сельсовет     |
| 7  | Богданово         | деревня                 | 48        | Ульяновский сельсовет     |
| 8  | Большая Корневка  | деревня                 | 51        | Мачинский сельсовет       |
| 9  | Большая Сергеевка | село                    | ↘300      | Вишнёвский сельсовет      |
| 10 | Бугры             | деревня                 | 58        | Вишнёвский сельсовет      |
| 11 | Варварино         | село                    | ↘384      | Малосергиевский сельсовет |
| 12 | Васильевка        | деревня                 | 6         | Мачинский сельсовет       |
| 13 | Вишнёвое          | село                    | ↘1020     | Вишнёвский сельсовет      |
| 14 | Войново           | село                    | ↘56       | Малосергиевский сельсовет |
| 15 | Волчий Враг       | село                    | ↘438      | Волче-Вражский сельсовет  |
| 16 | Григорьевка       | село                    | ↘292      | Мачинский сельсовет       |
| 17 | Гришино           | деревня                 | 119       | Малосергиевский сельсовет |
| 18 | Дворики           | деревня                 | 30        | Волче-Вражский сельсовет  |
| 19 | Дуровка           | село                    | ↘459      | Вишнёвский сельсовет      |
| 20 | Жизненная         | железнодорожная станция | 33        | Вишнёвский сельсовет      |
| 21 | Зубрилово         | село                    | ↘275      | Малосергиевский сельсовет |
| 22 | Иваново-Наумовка  | деревня                 | 71        | Волче-Вражский сельсовет  |
| 23 | Исаевка           | деревня                 | 50        | Волче-Вражский сельсовет  |
| 24 | Калиновка         | деревня                 | ↘49       | Волче-Вражский сельсовет  |
| 25 | Калиновка         | село                    | ↘461      | Малосергиевский сельсовет |
| 26 | Каменка           | село                    | ↘373      | Ульяновский сельсовет     |
| 27 | Кашировка         | деревня                 | 75        | Малосергиевский сельсовет |
| 28 | Красавка          | деревня                 | 41        | Ульяновский сельсовет     |
| 29 | Крутец            | деревня                 | 6         | Вишнёвский сельсовет      |
| 30 | Куликовка         | село                    | ↘367      | Волче-Вражский сельсовет  |
| 31 | Липовка           | село                    | ↘22       | Ульяновский сельсовет     |
| 32 | Луговой           | посёлок                 | ↘19       | Ульяновский сельсовет     |
| 33 | Малая Сергиевка   | село                    | ↘749      | Малосергиевский сельсовет |
| 34 | Масловка          | село                    | ↘50       | Ульяновский сельсовет     |
| 35 | Мача              | село                    | ↘131      | Мачинский сельсовет       |
| 36 | Мосолово          | деревня                 | 77        | Мачинский сельсовет       |
| 37 | Наровчат          | деревня                 | 19        | Волче-Вражский сельсовет  |
| 38 | Невежкино         | посёлок                 | ↘13       | Ульяновский сельсовет     |
| 39 | Никольское        | село                    | ↘200      | Вишнёвский сельсовет      |
| 40 | Новая Верейка     | посёлок                 | 11        | Мачинский сельсовет       |
| 41 | Новая Ростовка    | посёлок                 | 46        | Мачинский сельсовет       |
| 42 | Новое Зубрилово   | деревня                 | 57        | Малосергиевский сельсовет |
| 43 | Обвал             | село                    | ↘351      | Ульяновский сельсовет     |
| 44 | Озёрки            | деревня                 | 6         | Ульяновский сельсовет     |
| 45 | Павловка          | посёлок                 | 2         | Ульяновский сельсовет     |
| 46 | Петровка          | посёлок                 | 11        | Ульяновский сельсовет     |
| 47 | Плетнёвка         | село                    | ↘3        | Мачинский сельсовет       |
| 48 | Ров               | посёлок                 | 0         | Мачинский сельсовет       |
| 49 | Садовая           | деревня                 | 62        | Малосергиевский сельсовет |
| 50 | Санниковка        | деревня                 | ↘296      | Мачинский сельсовет       |
| 51 | Скачёвка          | посёлок                 | 22        | Ульяновский сельсовет     |
| 52 | Степной           | посёлок                 | ↘411      | Волче-Вражский сельсовет  |
| 53 | Сюверня           | деревня                 | 73        | Вишнёвский сельсовет      |
| 54 | Тамала            | рабочий посёлок         | ↘6302     | рабочий посёлок Тамала    |
| 55 | Токаревка         | деревня                 | 61        | Ульяновский сельсовет     |
| 56 | Ульяновка         | село                    | ↘340      | Ульяновский сельсовет     |
| 57 | Хмырово           | деревня                 | 14        | Ульяновский сельсовет     |
| 58 | Щетинино          | деревня                 | 31        | Волче-Вражский сельсовет  |

Упразднённые населённые пункты:
- 2004 год — поселок Новая Сярда и деревня Кочетовка[24].

## Известные уроженцы
Крылов Николай Иванович (1903—1972) — советский военачальник, дважды Герой Советского Союза, Маршал Советского Союза. Родился в селе Голяевка (ныне село Вишнёвое).
 Плотникова Марина Владимировна (1974—1991) — девушка, ценой собственной жизни спасшая троих детей; Герой Российской Федерации (1992, посмертно). Родилась в селе Зубрилово.
 Китанин Роман Александрович (1978—2007) — участник контртеррористической операции на Северном Кавказе, майор Внутренних войск МВД РФ; Герой Российской Федерации (2007, посмертно). Родился в рабочем посёлке Тамала.

## Транспорт
Через район проходит Юго-Восточная железная дорога.

## Достопримечательности
Здесь расположена бывшая усадьба князей Голицыных-Прозоровских Зубриловка.

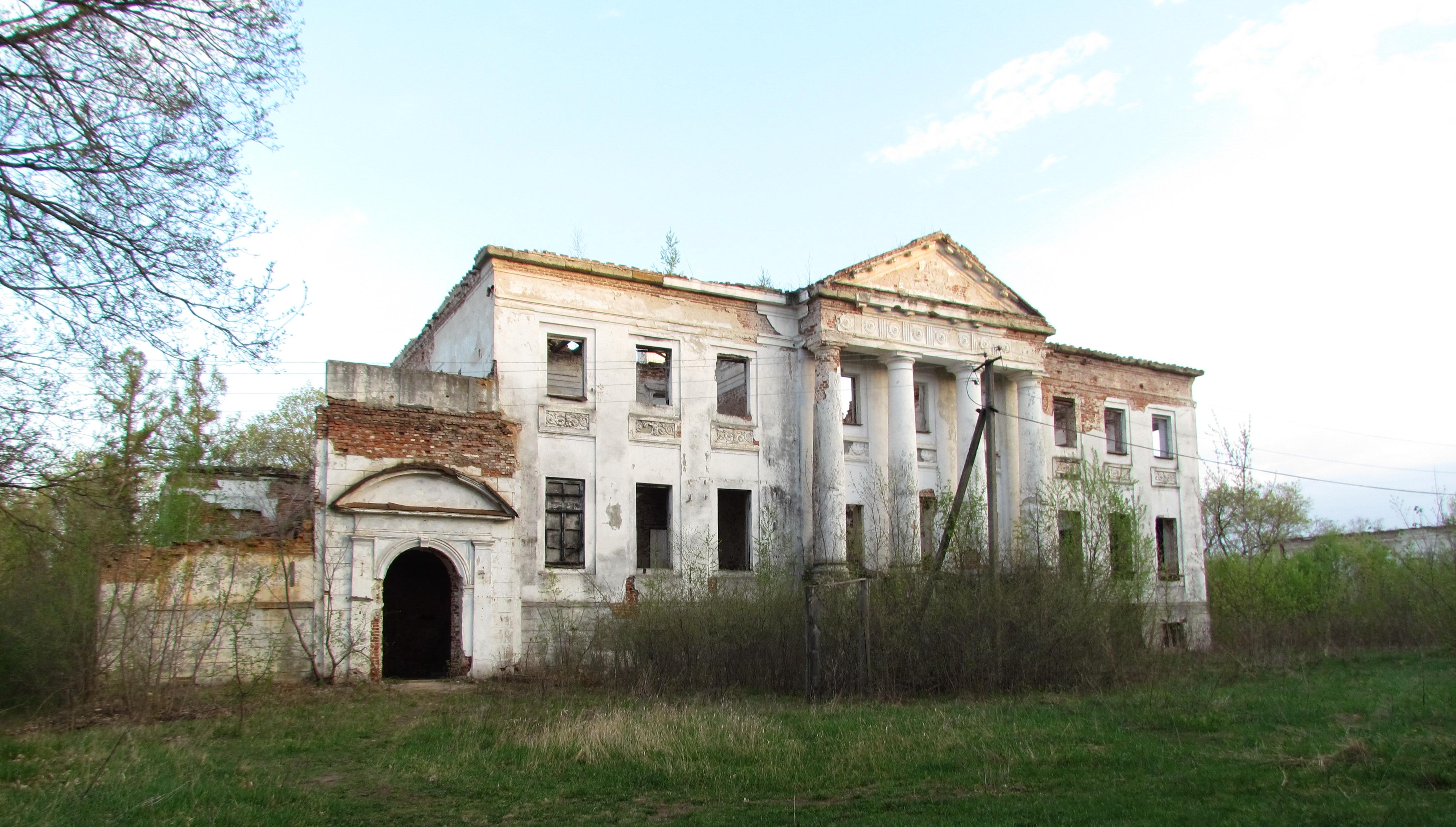
Дворец в усадьбе Зубриловка. 2015

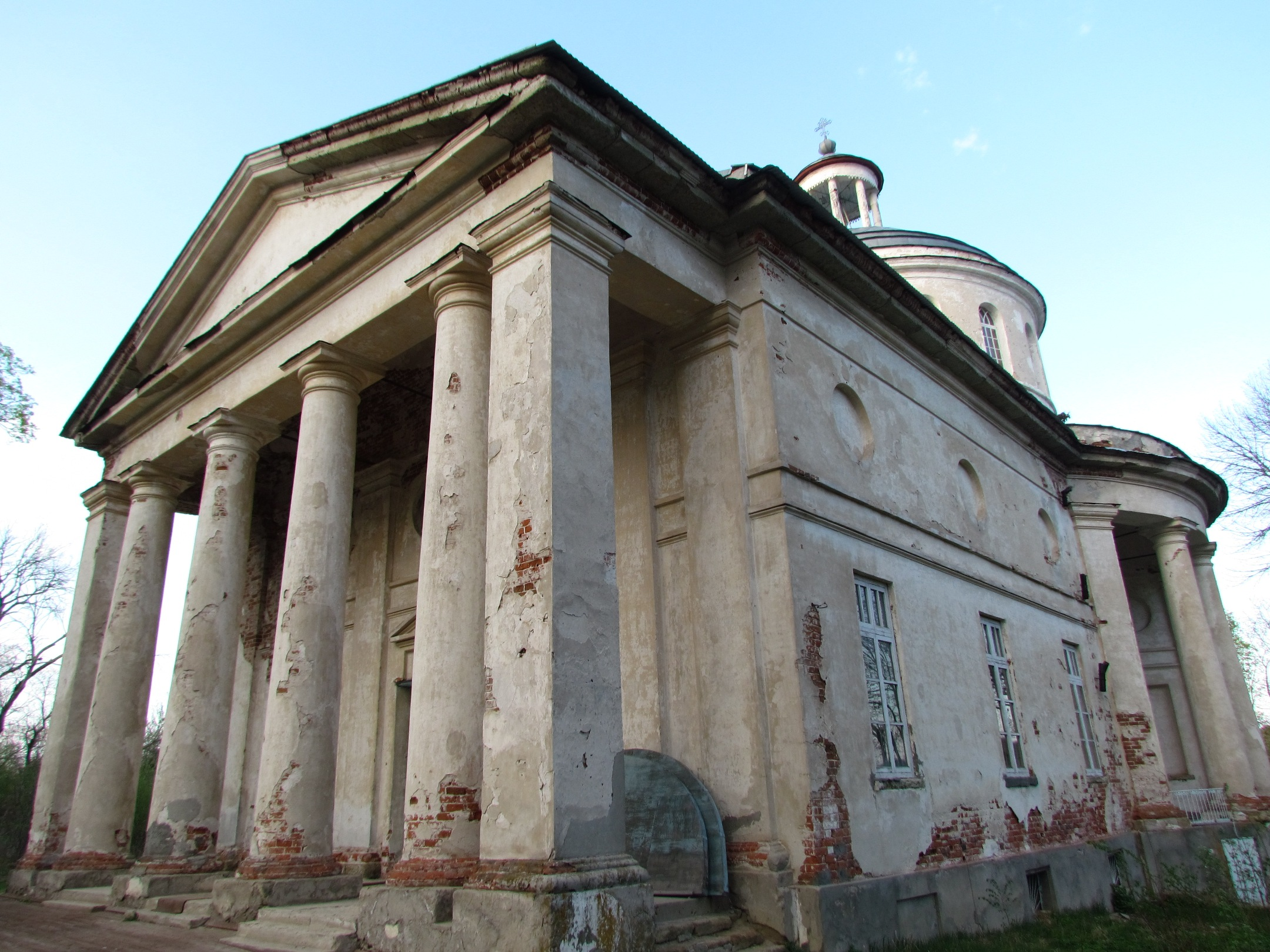
Спасо-Преображенский храм в усадьбе Зубриловка. 2015